# 디나 스파이베이
디나 스파이비(Dina Spybey, 1965년 8월 29일 ~ )는 미국의 배우이다. 콜럼버스에서 태어났다.

## 출연 작품

### 영화
- 조강지처 클럽 (1996)
- SubUrbia (1996)
- 빅 나이트 (1996) - 내털리 역
- 스트립티즈 (1996)
- 그녀가 위대하지 않나요 (2000, Isn't She Great)
- 풀 프론탈 (2002)
- 존 큐 (2002) - 데비 어틀리 역
- 헌티드 맨션 (2003) - 에마 역
- 프리키 프라이데이 (2003)
- 저스트 라이크 헤븐 (2005) - 애비 브로디 역

### 텔레비전
- 식스 핏 언더 (2001)